# 도메가와촌
도메가와촌(戸米川村)은 아키타현 가와베군에 있던 촌이다.

## 역사
- 1895년 11월 20일 - 나카가와촌이 분립해 가와베군 도메가와촌이 성립하였다.
- 1956년 9월 30일 - 다이쇼지촌, 다네히라촌과 합병해 유와촌이 성립하였다. 동일 도메가와촌이 폐지되었다.